# Алексеево-Орловская волость
Алексе́ево-Орло́вская во́лость — историческая административно-территориальная единица Миусского, затем Таганрогского округа Области Войска Донского с центром в слободе Алексеево-Орловка.
По состоянию на 1873 год состояла из слободы и 4 посёлков. Население — 5613 человек (2874 мужского пола и 2739 — женского), 841 дворовое хозяйство и 14 отдельных дворов.
Поселения волости:
- Алексеево-Орловка — слобода у реки Ольховчик в 150 верстах от окружной станицы и за 15 верст от железнодорожной станции Харцызск, Курско-Харьковско-Азовской железной дороги, 2486 человек, 366 дворовых хозяйств и 5 отдельных домов, в хозяйствах насчитывалось: 159 плугов, 786 лошадей, 636 пар волов, 2794 обычных и 1000 тонкорунных овец;
- Ольховчик — посёлок у реки Ольховчик за 180 верст от окружной станицы и за 20 верст от станции Харцызск, 1525 человек, 202 дворовых хозяйства и 8 отдельных домов;
- Орлово-Ивановское — посёлок у реки Харцызская-Грузская за 180 верст от окружной станицы и за 25 верст от станции Харцызск, 960 человек, 175 дворовых хозяйств;
- Михайлов — посёлок у реки Харцызская-Грузская за 157 верст от окружной станицы и за 20 верст от станции Харцызск, 425 человек, 56 дворовых хозяйств;
- Плоский Булавин — посёлок за 175 верст от окружной станицы и за 30 верст от станции Харцызск, 287 человек, 42 дворовых хозяйства и отдельный дом.

Старшинами волости были: в 1905 году — Андрей Иосифович Оприщенко, в 1907 году — Алексей Чумаков, в 1912 году — П. Н. Прожирко.